# Adelsö socken
Adelsö socken i Uppland ingick i Färentuna härad, ingår sedan 1971 i Ekerö kommun och motsvarar från 2016 Adelsö distrikt.
Socknens areal är 31,98 kvadratkilometer, varav 31,96 land.  År 2000 fanns här 699 invånare. Hovgården med Alsnö hus,  godsen Stenby, Hanmora, Sättra och Tofta samt sockenkyrkan Adelsö kyrka ligger i socknen.

## Administrativ historik
Adelsö socken omtals i skriftliga handlingar första gången 1314 ('De Alsnø'). Adelsö kyrkas äldsta delar härstammar från 1100-talets slut, men antas ursprungligen vara uppförd som gårdskyrka vid Adelsö kungsgård.
Vid kommunreformen 1862 övergick socknens ansvar för de kyrkliga frågorna till Adelsö församling och för de borgerliga frågorna till Adelsö landskommun. Landskommunen uppgick 1952 i Ekerö landskommun som 1971 uppgick i Ekerö kommun. Församlingen uppgick 2006 i Adelsö-Munsö församling.
1 januari 2016 inrättades distriktet Adelsö, med samma omfattning som församlingen hade 1999/2000.
Socknen har tillhört län, fögderier, tingslag och domsagor enligt vad som beskrivs i artikeln Färentuna härad. De indelta båtsmännen tillhörde Södra Roslags 2:a båtsmanskompani.

## Geografi
Adelsö socken ligger väster om Stockholm och omfattar öar som Adelsön, Björkö och Kurön och har Hovgårdsfjärden i öster och Björkfjärden i norr och väster. Socknen är småkuperad med omväxlande odlingsbygd och skogsbygd.

## Fornlämningar
På den till Adelsö socken hörande ön Björkö återfinns den vikingatida stadsbildningen Birka med över  2 000 registrerade fornlämningar. På Adelsön finns gravfält från såväl bronsåldern som från järnåldern. Här finns också två fornborgar. Fyra runristningar har påträffats. På östra Adelsö ligger området Hovgården, vilket hör till världsarvet Birka och Hovgården och har ett flertal stora gravhögar från järnåldern (s.k. kungshögar) och en tingshög. Här finns också ruinerna av det medeltida palatset Alsnö hus. 

## Namnet
Namnet (1200 Alsnu) kommer från önamnet Alsna som innehåller ala, 'växa', syftande på svällande terrängformationer, höga öar.